# Jordão de Évora
São Jordão é um santo venerado na região de Évora, Portugal. Segundo a tradição, foi um dos primeiros Bispos de Évora e terá sido martirizado no ano de 305, durante a perseguição do presidente Públio Daciano, delegado imperial na Ibéria, juntamente com as suas[carece de fontes?] irmãs Santa Comba e Santa Inonimata.[carece de fontes?]
O seu culto esteve na origem da antiga freguesia de São Jordão, no concelho de Évora.